# Tapiena stridulous
Tapiena stridulous är en insektsart som beskrevs av Liu, C. och Kang 2010. Tapiena stridulous ingår i släktet Tapiena och familjen vårtbitare. Inga underarter finns listade i Catalogue of Life.